# Gyrinus distinctus
Gyrinus distinctus är en skalbaggsart som beskrevs av Aubé 1836. Gyrinus distinctus ingår i släktet Gyrinus, och familjen virvelbaggar. Enligt den finländska rödlistan är arten nära hotad i Finland. Arten är reproducerande i Sverige. Artens livsmiljö är sjöar.